# 1971 في النرويج
فيما يلي قوائم الأحداث التي وقعت خلال عام 1971 في النرويج.

## سياسة

### تعيين في المنصب
- 17 مارس – تريغفه براتلي رئيس وزراء النرويج.

## مواليد

### فبراير
- 1 فبراير – هارالد براتباك لاعب كرة قدم نرويجي.

### يوليو
- 21 يوليو – إريك ميكلاند لاعب كرة قدم نرويجي.

### سبتمبر
- 2 سبتمبر – تشيتيل أندريه أوموت متزحلق جبال الألب نرويجي.
- 22 سبتمبر – مارثا لويز

## وفيات

### سبتمبر
- 29 سبتمبر – يوهانس ليد (مواليد 1886) عالم نبات نرويجي.